# Jules Voncken
Jules Voncken (26 juillet 1887 – 12 juin 1975) fut un général-chirurgien et inspecteur militaire du service de santé de l'armée belge avec le grade de général-major. Il fut le cofondateur et secrétaire général du Comité international de médecine militaire (CIMM) situé à Liège.

## Biographie
En 1920, colonel lors du 28e congrès de l'association des chirurgiens militaires des États-Unis, il eut l'idée avec William Seaman Bainbridge, capitaine dans la marine américaine, de fonder une association internationale de services militaires. Le Congrès international de médecine et de pharmacie militaire (CIMPM) voyait ainsi le jour le 21 juillet 1921. Voncken en devint le premier secrétaire général et garda le poste jusqu'à son décès. Après 1937, il fut invité à la Croix-Rouge comme membre expert pour la révision de la convention de Genève de 1929.
Aujourd'hui il existe un prix Jules-Voncken remit par le CIMM.